# WINシングル定額
WINシングル定額（ウィンシングルていがく）とは、au (KDDI) が提供するデータ通信の定額サービスである。

## 概要
パソコンとauデータ通信カードを接続しISPに接続する際、定額でデータ通信を行うことができる料金プランになる。CDMA2000 1xEV-DO Rev.Aを準規し下り最大3.1Mbps、上り最大1.8Mbpsの高速通信での定額通信が可能である。但し一部の動画コンテンツなどによる通信速度が制限される場合がある。

## 利用可能なエリア
事実上auサービスエリア内なら利用はできるがエリアと場所によって下り3段階と上り2段階が存在するが問題なく利用は可能。ただし、CDMA 1X一部のエリアで利用できない場合がある。
受信
下り最大3.1Mbps、2.4Mbps、144kbps
送信
上り最大1.8Mbps、64kbps

### 料金体系
WINシングル定額はダブル定額（二段階）の料金プランとなっている。料金はフルサポートコース適用時とシンプルコース適用時。割引をつけない場合の基本料金3,150円税込（「フルサポートコース」）と2,205円税込（シンプルコース）があり、利用開始すると、1パケット0.0525円の通信料を加算する。また上限額は3,780円で定額で利用出来る様になる。事実上、基本料金+上限額を利用した場合=合計で以下の料金で定額料金で利用できる。（ただしプロバイダ料は別）
- フルサポートコースの場合の上限額まで利用した場合の合計金額
  - 基本料金3,150円+利用上限額3,780円=合計6,930円
- シンプルコースの場合の上限額まで利用した場合の合計金額
  - 基本料金2,205円+利用上限額3,780円=合計5,985円

ただし、一か月間全く利用しなかった場合でも基本料金とプロバイダ料がかかるので注意が必要。

### WINシングルセット割
WINデータ通信カードとau携帯（1名義2回線）と合わせて利用することで、基本料金割引が適用される。
割引後の基本料金と利用上限額の合計金額は以下の通り。
- フルサポートコースの場合　基本料金2,835円〜利用上限額6,615円税込
- シンプルコースの場合　基本料金1,890円〜利用上限額5,670円税込

### 利用可能機種
CDMA2000 1xEV-DO Rev.A対応機種
- データカードタイプ

W05K
W06K
- モバイルWi-Fiルーター

Wi-Fi WALKER DATA05
- WIN通信機能搭載PC定額PC内蔵通信端末専用の料金プラン。

### 対応プロバイダ
au.NETのみ（月額525円税込）。

## 同様のサービス
- 定額データプラン - NTTドコモ
- EMモバイルブロードバンド - イーモバイル

## 関連事項
- PacketWIN（同社、au携帯の特定の端末で定額対応同じサービスがあるが利用上限が異なる。）
- モバイルデータ通信定額制